# Lucija Rudan
Lucija Rudan (-Perinić) (Brusje, 10. siječnja 1911. – 6. ožujka 2005.) je bila hrvatska pjesnikinja. Pisala je pjesme za djecu i pjesme na čakavskom narječju. 

## Životopis
Preparandiju je završila u Dubrovniku. Radila je kao učiteljica, a na tom je poslu bila od 1930. godine. Umirovila se 1961. godine. 
Pjesme je počela pisati još u preparandiji. U mlađoj fazi svog pjesničkog stvarateljstva je pisala pjesme za djecu. 
Pjesme na rodnoj bruškoj čakavici je pisala znatno kasnije, a s time je počela na poticaj školskog kolege Šime Vučetića, hrvatskog književnika i esejista. 
Nadahnuće i motivaciju za pisanje su joj bili "sjećanja na djetinjstvo i nostalgija za onim dragim doživljajima...". Najveću puninu izričaja je postigla u svojoj dijalektalnoj poeziji, a to je i njen najveći trag u hrvatskoj književnosti. Tonko Maroević je opisao njen rad da je "svojim pjesništvom, koje se poput intimnog spomenara, zahvaljujući jasnoći tonova i jedrini izraza, pretvorio u svojevrstan kolektivni spomenik svima koji se mogu poistovjetiti sa sredozemnim "jučerašnjim svijetom, pa i svim ljudima dobre volje na čitavoj zemlji".
Pokopana je u Bogomolju.

## Djela
Bila je temom Susreta čakavskih pjesnikinja otoka Hvara 2007. godine. i uvaženom gošćom tradicionalne klapske manifestacije u Rijeci, Bašćinski glasi 2003. godine.
Autorica je nekoliko desetaka pjesama koje je uglazbio i aranžirao Dinko Fio. Skoro sve su pisane hvarskom čakavicom. Neke od tih pjesama se nalaze na nosaču zvuka, a neke su se izvodila i na omiškom klapskom festivalu. Pjesme su joj izvodile su poznate hrvatske klape, kao što su klapa Ošjak, klapa Nostalgija (Dalmatinske pjesme Dinka Fia, izvodi klapa Nostalgija, 2000.) (Sotto voce, 2005.) i na kompilaciji Naši škoji u pismi i stihu : skladbe na pjesničke stihove i u stilu izvorne pisme i dijalektalnih stihova  i Pripovid o Dalmaciji  iz 2003.
1985. je objavila šapirografiranu zbirku Bruške pisme, a 1986. je zbirku Druge bruške pisme.
U Starom Gradu na Hvaru joj je 1997. objavljena zbirka pjesama Kad son ono molo bila (Bruške pisme) (2. izdanje 2001.). Zbirka joj je doživjela i uprizorenje na Hrvatskoj televiziji (Bruške pisme)
Njeno djelo Stori letrat je uprizorilo Hvarsko pučko kazalište, u režiji Marina Carića, a prva uprizorenja su od 1992. godine.
Neke njene pjesme su joj izašle u antologiji Milorada Stojevića Čakavsko pjesništvo XX. stoljeća: tusculum antologija  iz 2007.,  zbirci Pjesni Hvara: od Marulića do Šoljana Nikše Petrića iz 2003., zbirci Naša velečasna maslina prireditelja Mladena Vukovića iz 2006., zbirci Pivaju naši škoji: skladbe za mješovite zborove  i Pivaju naši škoji: skladbe za muške zborove i klape Dinka Fia iz 1987.,

## Nagrade i priznanja
Najbolji tekst 2002., na 2. Festivalu pučkog teatra u grobničkom kaštelu (stručni žiri su činili Špiro Guberina, Nataša Govedić i Srećko Cuculić), za predstavu Stori letrat. Na istom su festivalu glumice iz te predstave dobile nagradu za najbolju žensku ulogu.